# Развој светског рекорда на 100 метара за жене
Први светски рекорд на 100 метара у атлетици за жене признат је од ИААФ (International Association of Athletics Federations – Међународна атлетска федерација), 1922. године. Да данас (2015) ИААФ је ратификовала 43 светска рекорда у женској конкуренцији.
Од 1975, ИААФ прихватила је резултате мерене ручно (штоперицом) и елекронским путем за дисциплине трчања на 100, 200 и 400 метара. Од 1. јануара, 1977, ИААФ за ове дисцилине прзнаје само резултате мерене електронским путем и приказаном времену на стотинке секунде.

## Рекорди од 1922. до 1976.
| ратификовани рекорди     |
| нератификовани резултати |

## Ручно мерено
| Време        | Ветар | Елекронски         | Атлетичарка           | Земља                | Место                          | Датум                |
| ------------ | ----- | ------------------ | --------------------- | -------------------- | ------------------------------ | -------------------- |
| 13,6         |       |                    | Марија Мазликова II   | Чехословачка         | Праг, Чехословачка             | 5. август, 1922.     |
| 12,8         |       |                    | Мери Лајн             | Уједињено Краљевство | Париз, Француска               | 20. август, 1922.    |
|              |       |                    | Марија Мазликова      | Чехословачка         | Праг, Чехословачка             | 13. мај, 1923.       |
| 12,7 (110 y) |       |                    | Еми Хокс              | Немачка              | Франкфурт, Немачка             | 21. мај. 1923.       |
| 12,4         |       |                    | Лени Шмит             | Немачка              | Лајпциг, Немачка               | 30. август, 1925.    |
| 12,2 (110 y) |       |                    | Хелене Јункер         | Немачка              | Висбаден, Немачка              | 13. септембар, 1925. |
| 12,4         |       |                    | Гундел Витман         | Немачка              | Брауншвајг, Немачка            | 22. август, 1926.    |
| 12,2         |       |                    | Хелене Јункер         | Немачка              | Хановер, Немачка               | 29. август, 1926.    |
| 12,1 (110 y) |       |                    | Гертруд Гладич        | Немачка              | Штутгарт, Немачка              | 3. јул. 1927.        |
| 12,2         |       |                    | Кинуе Хитоми          | Јапан                | Осака, Japan                   | 20. мај, 1928.       |
| 12,0         |       |                    | Бети Робинсон         | Сједињене Државе     | Чикаго, Илиноис, САД           | 2. јун, 1928.        |
| 12,00        |       |                    | Миртл Кук             | Канада               | Халифакс, Нова Шкотска, Канада | 2. јул, 1928.        |
|              |       |                    | Лени Јункер           | Немачка              | Магдебург, Немачка             | 1. август, 1931.     |
|              |       |                    | Толиен Шурман         | Холандија            | Амстердам, Холандија           | 31. август, 1930.    |
| 11,9         |       |                    | Толиен Шурман         | Холандија            | Амстердам, Холандија           | 5. јун, 1932.        |
| 11,9         |       |                    | Станислава Валасјевич | Пољска               | Лос Анђелес, САД               | 1. август, 1932.     |
| 11,9         |       |                    | Хилда Страјк          | Канада               | Лос Анђелес, САД               | 2. август, 1932.     |
| 11,8         |       |                    | Станислава Валасјевич | Пољска               | Познањ, Пољска                 | 17. септембар, 1933. |
| 11,7         |       |                    | Станислава Валасјевич | Пољска               | Варшава, Пољска                | 26. август, 1934.    |
| 11,6         |       |                    | Хелен Стивенс         | Сједињене Државе     | Кансас Сити, САД               | 8. јун, 1935.        |
| 11,6         |       |                    | Станислава Валасјевич | Пољска               | Варшава, Пољска                | 3. август, 1937.     |
| 11,5         |       |                    | Лили Меј Хајмс        | Сједињене Државе     | Таскиги САД                    | 6. мај 1939.         |
| 11,5         |       |                    | Ровена Харисон        | Сједињене Државе     | Таскиги САД                    | 6. мај 1939.         |
| 11,5 *       |       |                    | Фани Бланкерс-Кун     | Холандија            | Амстердам, Холандија           | 5. септембар, 1943.  |
| 11,5         |       |                    | Фани Бланкерс-Кун     | Холандија            | Амстердам, Холандија           | 13. јул, 1948.       |
| 11,5         | 11,7  | 11,65              | Марџори Џексон        | Аустралија           | Хелсинки, Финска               | 22. јул, 1952.       |
| 11,4         | 11,7  |                    | Марџори Џексон        | Аустралија           | Гифу, Јапан                    | 4. октобар, 1952.    |
| 11,3         | 1,4   |                    | Ширли Стрикланд       | Аустралија           | Варшава, Пољска                | 4. август, 1955.     |
| 11,3         | 1,4   |                    | Вера Крепкина         | Совјетски Савез      | Кијев, СССР                    | 13. септембар, 1958. |
| 11,3         | 0,8   | 11,41              | Вилма Рудолф          | Сједињене Државе     | Рим, Италија                   | 2. септембар 1960.   |
| 11,2         |       |                    | Вилма Рудолф          | Сједињене Државе     | Штутгарт, Западна Немачка      | 19. јул, 1961        |
| 11,2         | 0,2   | 11,23              | Вајоми Тајес          | Сједињене Државе     | Токио, Јапан                   | 15. април 1964.      |
| 11.1         | 2.0   |                    | Ирена Кирзенштајн     | Пољска               | Праг, Чехословачка             | 9. јул, 1965.        |
| 11,1         |       |                    | Вајоми Тајес          | Сједињене Државе     | Кијев, СССР                    | 31. јул 1965.        |
| 11,1         | 0,3   |                    | Барбара Фарел         | Сједињене Државе     | Санта Барбара, САД             | 2. јул 1967.         |
| 11,1         |       |                    | Вајоми Тајес          | Сједињене Државе     | Мексико Сити, Мексико          | 21. април, 1968.     |
| 11,1         | 0,0   |                    | Људмила Самотјосова   | Совјетски Савез      | Ленинакан, СССР                | 15. август, 1968.    |
| 11,1         |       |                    | Margaret Bailes       | Сједињене Државе     | Аурора, Филипини               | 18. август. 1968.    |
| 11,1         |       |                    | Барбара Фарел         | Сједињене Државе     | Мексико Сити, Мексико          | 14. октобар, 1968.   |
| 11,1         | 1,8   | 11,20              | Ирена Шевињска        | Пољска               | Мексико Сити, Мексико          | 14. октобар 1968.    |
| 11,0         | 1,2   | 11,08 (кориговано) | Вајоми Тајес          | Сједињене Државе     | Мексико Сити, Мексико          | 15. октобар 1968.    |
| 11,0         | 1,9   | 11,22              | Чи Ченг               | Република Кина       | Беч, Аустрија                  | 18. јул, 1970.       |
| 11,0         | 1,9   |                    | Ренате Штехер         | Источна Немачка      | Берлин, Источна Немачка        | 2. август, 1970.     |
| 11,0         | 1,7   |                    | Ренате Штехер         | Источна Немачка      | Берлин, Источна Немачка        | 31. јул, 1971.       |
| 11,0         | -1,5  |                    | Ренате Штехер         | Источна Немачка      | Потсдам, Истична Немачка       | 3. јун, 1972.        |
| 11,0         | 1,9   |                    | Елен Штрофал          | Источна Немачка      | Потсдам, Источна Немачка       | 15. јун, 1972.       |
| 11,0         | 1,4   |                    | Ева Глескова          | Чехословачка         | Будимпешта, Мађарска           | 1. јул 1972.         |
| 10,9         | 1,9   |                    | Ренате Штехер         | Источна Немачка      | Лајпциг, Источна Немачка       | 30. јун 1973.        |
| 10,9         |       |                    | Ренате Штехер         | Источна Немачка      | Leipzig, East Germany          | 30. јун, 1973        |
| 10,9         | 1,8   | 11,07              | Ренате Штехер         | Источна Немачка      | Dresden, East Germany          | 20. јул, 1973        |

* 11,5 Фани Бланкерс-Кун  Холандија, Амстердам 5. септембар 1943. трчала са мушкарцима

## Електронско мерење
| Време   | Атлетичарка           | земља            | Место                     | Датум              |
| ------- | --------------------- | ---------------- | ------------------------- | ------------------ |
| 11,07   | Ренате Штехер         | Источна Немачка  | Минхен, Западна Немачка   | 2. септембар 1972. |
| 11,04   | Инге Хелтен           | Западна Немачка  | Фирт, Западна Немачка     | 13. јун 1976.      |
| 11,01   | Анегрет Рихтер        | Западна Немачка  | Монтреал, Канада          | 25. јул 1976.      |
| 10,88   | Марлис Олснер Гер     | Источна Немачка  | Дрезден, Источна Немачка  | 1. јул 1977.       |
|         | Марлис Гер            | Источна Немачка  | Кемниц, Источна Немачка   | 9. јул 1982.       |
| 10,87 ¹ | Људмила Кондратјева   | Совјетски Савез  | Лењинград, СССР           | 3. јун 1980.       |
| 10,81   | Марлис Гер            | Источна Немачка  | Берлин, Источна Немачка   | 8. јун 1983.       |
| 10,79   | Евелин Ешворд         | Сједињене Државе | US Air Force Academy, САД | 3. јул 1983.       |
| 10,76   | Евелин Ешворд         | Сједињене Државе | Цирих, Швајцарска         | 22. август 1984.   |
| 10,49   | Флоренс Грифит Џојнер | Сједињене Државе | Индијанаполис, САД        | 16. јул 1988.      |

- ¹ 10,87 Људмила Кондратјева  Совјетски Савез Лењинград, 3. јун 1980. резултат није потврђен јер је фото-финиш био у квару